# Oemophanes brunneus
Oemophanes brunneus är en skalbaggsart som först beskrevs av Fuchs 1969.  Oemophanes brunneus ingår i släktet Oemophanes och familjen långhorningar.
Artens utbredningsområde är:
- Ghana.
- Liberia.

Inga underarter finns listade i Catalogue of Life.